# Václav Kural
Václav Kural (25. června 1928 Plzeň – 25. června 2011 Praha) byl český historik. Odborně se zaměřoval na česko-německé vztahy ve 20. století, protifašistický odboj a pražské jaro 1968.

## Život
Po absolutoriu Vojenské politické akademie v Praze nastoupil do Vojenského historického ústavu, kde v 60. letech zastával post výkonného místopředsedy pro ve Výboru pro dějiny protifašistického odboje, kde také spolupracoval s Janem Kuklíkem, Robertem Kvačkem, Josefem Novotným, Janem Křenem a Alenou Hájkovou. Protože se angažoval v obrodném procesu tzv. pražského jara, musel po nástupu normalizace akademickou dráhu opustit a následujících dvacet let se živil jako čerpač a topič. Publikoval v samizdatu a v roce 1984 se podařilo díky intervenci západoněmeckých politiků uskutečnit jeho hostování na Univerzitě v Brémách. Patřil k čelným představitelům opozičního Klubu Obroda.
Po roce 1989 působil jako vedoucí pracovník v Ústavu mezinárodních vztahů při Ministerstvu zahraničních věcí, zasedal v Komisi vlády ČSFR pro analýzu období 1967–1970 a byl členem Česko-německé komise historiků. Též se angažoval jako předseda Kruhu občanů České republiky vyhnaných v roce 1938 z pohraničí. Za svou práci v žánru literatury faktu obdržel Cenu Miroslava Ivanova (2001) a jako člen kolektivu autorů knihy Rozumět dějinám je držitelem též Ceny Egona Erwina Kische (2003).

## Výběr z díla
- Integration oder Ausgrenzung, Deutschen und Tschechen 1890–1945. Bremen : Donat und Temmen, 1986. (s J. Křenem a D. Brandesem)
- Konflikt místo společenství? Češi a Němci v československém státě (1918–1938). Praha : R ve spolupráci s Ústavem mezinárodních vztahů, 1993.
- Místo společenství - konflikt! Češi a Němci ve Velkoněmecké říši a cesta k odsunu (1938–1945). Praha : Ústav mezinárodních vztahů, 1994.
- Die SED und der "Prager Frühling" 1968. Politik gegen einen "Sozialismus mit menschlichem Antlitz". Berlin : Akademie-Verlag, 1996 (s L. Prießem a M. Wilke)
- Vlastenci proti okupaci. Ústřední vedení odboje domácího 1940–1943. Praha : Karolinum : Ústav mezinárodních vztahů, 1997.
- "Sudety" pod hákovým křížem. Albis International, Ústí nad Labem 2002. (se Z. Radvanovským a kolektivem)
- Češi, Němci a mnichovská křižovatka (stručné čtení). Praha : Karolinum, 2002.
- Hitlerova odložená válka za zničení ČSR. Praha : Academia, 2008. (s F. Vaškem)
- České národní povstání v květnu 1945. Praha : Karolinum, 2008. (se Z. Štěpánkem)